# جابر سالم
جابر أحمد سالم بكري لاعب كرة قدم مصري في مركز الهجوم يلعب حالياً في نادي التقدم السعودي.

## المسيرة الكروية
لعب سابقاً في نادي وادي دجلة ونادي صيد المحلة ونادي مودرن سبورت و انظم إلى نادي التقدم السعودي في صيف 2019 و بعدها عاد إلى نادي كوكاكولا و عاد إلى نادي التقدم في عام 2024.